# Reserva de producción de fauna Manglares El Salado
La Reserva de Producción Faunística Manglares El Salado (RPFMS) forma parte del Sistema Nacional de Áreas Protegidas del Ecuador y está localizada al noroeste del estuario del Golfo de Guayaquil y al suroeste de la ciudad de Guayaquil. Fue creada elincluyen los manglares de Puerto Hondo dentro de la misma. 
Cuenta con 5.309 hectáreas y se encuentran áreas de salitrales, remanentes de bosque seco tropical, bosques de manglar y tres esteros: Mongón, Plano Seco y Salado.

## Flora
En la reserva se encuentran cinco especies de manglar, que pueden medir sobre los 30 metros y presentan raíces zancudas. El tipo de vegetación predominante es el manglar de franja que cubre el 75,4% de la superficie total de la Reserva. Se registran 48 especies de plantas, seis se encuentran relacionadas directamente al bosque de manglar, dos a salitrales y cerca de 40 a pequeñas formaciones de bosque seco y herbazales.

## Fauna
La diversidad faunística de esta reserva se compone de 79 especies de aves, 12 mamíferos, 7 anfibios y reptiles, 20 peces, 18 moluscos, 13 crustáceos.
Entre todos estos, podemos encontrar: cangrejos, jaibas, camotillos, zorros cangrejeros, nutrias de río, camarones, bagre y uno de los más representativos; el cocodrilo de la Costa. Como las otras zonas protegidas de Guayaquil está rodeado por urbanizaciones, canteras y carreteras y esto no permite el flujo genético de las especies.

## Turismo
Las principales actividades recreativas a realizar en la zona (inmediaciones del Yatch Club de Puerto Azul) son: kayak, esquí acuático y navegación a bordo de pequeños yates o motos acuáticas. Esta área protegida se encuentra localizada al suroeste de la ciudad de Guayaquil, entre el kilómetro 7 y 16 de la vía a Salinas.